# Pundi X
Pundi X （プンディエックス）は、Pundi X Labsによる、ブロックチェーンを普及させるためのグローバルプロジェクト。そのためのソフトウェアまたはハードウェア製品を提供している。プロジェクトの拠点は、世界8か国で設立しており、サービス提供国は40か国以上になる。また、普及を目的にしているため、同系の提携パートナーシップが幅広く多い。日本の拠点は、日本法人である株式会社プンディラボ.ジャパン（東京都）で、2018年3月より活動している。新しいブロックチェーン技術に意欲的であり、世界初を謳う実績がいくつかある。
主な製品は、暗号通貨用の物理デバイスを使用した決済システムXPOS及びその関連製品であり、2019年より日本でも普及を開始している。
2021年7月にはトルコで法定通貨と暗号通貨を交換できる暗号通貨両替所も開始するなど、新しいことを率先して行っている。ただし、常にコンプライアンスを重視しており、MASの管轄の下、合法であることを厳守している。
同プロジェクト派生のブランドについても、便宜上掲載する。

## 製品
- XPOS - 世界初のマルチ仮想通貨（暗号資産）決済用Point-of-Sale機。
- XPASS - 仮想通貨決済用の個人NFCカード。
- アプリ：XWallet - XPOSペイメントやXPASS管理用のアプリ。(iOS/Android)
- Function X - 世界初のフルブロックチェーン携帯機器用OS (モバイルオペレーティングシステム)。
- Blok on Blok (コードネーム：XPhone） - 世界初のブロックチェーン通話可能な、ブロックチェーンフォン。
- アプリ：f(x)Wallet - 完全分散型ウェレット、MetamaskやTrustWallet等と互換あり、FXCoreに関連するDAppなども搭載。(iOS/Android)
- p(x)Card：カード型マルチカレンシー対応ハードウェアウォレット。
- Pundi AI：AIの包括的なサービス、OmnichainLayer、AIデータアノテーションやAIマーケットプレースなどAIデータについて幅広く展開。

## Pundi AI
Pundi AIは、オムニチェーンレイヤー（Omnichain Layer）、データタギング（Data tagging）、アノテーションプラットフォーム（AI annotation platform）から、データ取引のためのAIマーケットプレイスまで、包括的なサービスの提供に注力しており、 ビジョンはデータと開発が誰でもアクセスできるオープンなAIエコシステムを構築することにあります。そして、私たちは１００００００の民生デモクラシー ＡＩ ＪＯＢを生み出すこともひとつの目的としている。

## XPOS
2017年に開発された世界初のマルチ仮想通貨（暗号資産）決済用Point-of-Sale機。ビットコイン、イーサリアム、ネム、その他数種の決済が可能で、複数種のブロックチェーンで対応可能な、マルチカレンシー対応の業務用決済POS機は世界初。合法な地域では、仮想通貨の販売も可能である相互取引も可能。クレジットカードやその他QRコード決済などの受け入れを行う機構も持つ。また、犯罪抑制機構として分解などに対し、いくつかの防御機構を備えており、一例として分解に及ぶと一部チップが破壊される仕組みを持っている。購入や契約にあたって法人は不要であり、自営業、個人的なフリーマーケット、コミックマーケット等でも導入が可能である。XPOSの購入代金以外の手数料や維持費用も不要である。
特徴として「XPASS」と呼ばれるNFCカード（非接触ICカード）を使用して、いわゆるタッチ決済ができる。これは仮想通貨に対し、特別な知識がない販売員でも操作が可能になるよう配慮されて開発された。決済手続きは、1分間に100取引があっても平均9秒（ウルトラ台湾2018にて30000人を対象に実地計測）で完了する。取引が成功すると取引金額や為替レートを電子的に記録すると共に、紙のレシートを印刷する機能を持ち、取引内容を即時に確認でき、不正な取引を防ぐことができる。
- 2017年の初期型は、黒色の2画面モデルだったが、2018年には小型化された白色の1画面モデルになった。以降、微細な修正を加えながらも類似モデルを展開している。
- 2018年にはNEM財団との提携により、NEMチェーン専用機のNEM XPOSを発表するが、NEM財団の体制変更によりNEM XPOSは一時中断している。メインストリームの通常のXPOSにもNEMチェーンは統合されているので、NEMチェーンの利用は引き続き可能。
- 2019年7月には、Verifone社と提携し、Verifone対応モデルを発表した[4]。リリースにて、Verifoneは世界で3500万台超（2019年7月時点）の端末を提供しており世界拡大の勢いが強まると謳っている。また同時に、ブロックチェーン普及のためにXPOSのシステムを様々な端末へ提供していく意向を示し、提携先を歓迎している。日本では2019年8月12日、コミックマーケット96で初めて利用された。
- 2020年5月29日、日本でも調整の末Amazon Japanでの扱いを開始（ASIN:B089DGWXRB）開始時の日本での販売価格は35,000円。数日で売り切れてしまい、一時扱いから外れるも再開。それ以降、日本店舗での常時設置も報告されていて実際に利用されている。後にコンプライアンスについて、世界より遅れること3年はほぼ法的な調整であり、日本金融庁及びシンガポール金融庁への報告や書類の提出はしていると合法と販売に至る報告があった[5]。通信はSIM・Wifi対応であり、技適もあることも明かしている。また、同年7月10日よりXPASSカードの販売もAmazon Japanで開始（ASIN:B08CRQBSG6）している。
- 2020年12月、サードパティのPOS端末でも動作可能になっているので、その対応呼びかけをTwitterで行う。既に店舗に導入している場合はオプションで導入可能。
- 2021年7月、より安価になった、XPOS Handy の日本での販売を開始。価格は9,980円。従来モデルのXPOSで利用頻度の少なかったハードウェアを削減した廉価版であり、仮想通貨（暗号資産）決済に関する機能は同一である。
- 2022年より、日本法人による直接設置を開始と呼びかけ。
- 2024年、deXPOSへの移行を発表し、同年9月に移行に際する注意事項及び手続の案内をウェブ、メール通知など行う。日本法人も10月9日には日本語でアナウンスを行い、加盟店への移行の手続きを促した。[6]10月24日にも再々通知のメールを加盟店へ送ったことを伝えた。

### XPOS Web3
従来のPOSを利用した暗号通貨支払いシステムと違い、多くのウォレットや暗号 通貨、またNFTの取引などに対応し、従来のNFCカードによるスピーディ且つ簡単な操作に加えて、ウォレットtoウォレットベースで行うことで、Web3時代にあわせ煩雑さをなくしたもの。以下はリリース及びパンフレット記載の特徴。
- Bitcoin Lightning Network、Binance Smart Chain、Ethereum、Polygon、Avalancheなど複数のブロックチェーンネットワークにも対応。
- クロスチェーン機能によるサポートで、クロスチェーンを介す支払いも可能。
- 同チェーン上のトークンにも対応可能。
- 他社製の汎用なサードパティーウォレットによる対応暗号通貨の支払いも受け入れ可能。
- Function Xテクノロジーを搭載したp(x)Change dAppを使用して、ブロックチェー ンウォレットを接続し、ウォレットに対し複数のブロックチェーンネットワークを介して暗号通貨の支払いを受け入れることも可能。
- NFT、デジタルデーターの取引にも対応。
- ランニングコスト不要、導入リスクなし。

XPOSの設置店舗はGoogleMapより確認する事ができる。
- Location of Featured XPOS Merchants

日本の場合、有志の設置リストまとめもある。
- XPOS加盟店 日本リスト

| 製造販売メーカー | 機種              | 日本国内扱い企業              | 日本対応 | 備考                                                                     |
| ---------------- | ----------------- | ----------------------------- | -------- | ------------------------------------------------------------------------ |
| Pundi X Labs     | PundiX XPOS       | 株式会社プンディラボ.ジャパン | 〇       | Amazon販売価格 35,000円 (販売開始時)                                     |
| Pundi X Labs     | PundiX XPOS Handy | 株式会社プンディラボ.ジャパン | 〇       | Amazon販売価格 9,980円 (販売開始時)                                      |
| Verifone         | Verifone X990     | (なし)                        | ？       | Cortex-A7 Quad-Core/1GB RAM                                              |
| Ingenico         | Ingenico APOS A8  | Ingenico Japan株式会社        | 〇       | 標準提供価格74,800円(販売開始時) Cortex-A7 Quad Core＋Cortex-M4/1GB RAM  |
| PAX              | PAX A920          | Pax Japan株式会社             | 〇       | Cortex-A7 Quad Core＋Cortex-M4/1-2GB RAM                                 |
| Sunmi            | Sunmi V2 Pro      | ウェルコムデザイン株式会社    | 〇       | ネット直販価格66,000円(販売開始時) Qualcomm snapdragon Quad Core/1GB RAM |

### XPASS
仮想通貨決済用の個人NFCカード。「XPOS」に対し使用し、非接触にて読み取り決済が可能。個人で管理する必要がある。大きさは5.4mm×8.5mmでSuica等と同じ一般的なカードサイズ。いくつかの種類があり、利用できる通貨を限定したカードや、取引所や銀行と統合など、様々な提携カードもある。
日本では2019年9月22日、東京秋葉原のイベント秋コレを始まりに登録販売が正式に開始された。
2020年7月10日よりAmazonで販売開始された。2023年からはp(x)cardの提供に代わられた為、実質終了している。
| 提供開始       | デザイン        | 対応アセット                      | 提供方法                                                  |
| -------------- | --------------- | --------------------------------- | --------------------------------------------------------- |
| 2020年7月10日  | 日本限定 秋コレ | BTC,ETH,XEM,BNB,NPXS,QTUM         | イベントにて有償・無償提供 Amazonにて販売(B08CRQBSG6)     |
| 2020年7月21日  | WHITE（白）     | BTC,ETH,XEM,BNB,NPXS,QTUM,NPXSXEM | オンラインイベントにて無償提供 Amazonにて販売(B08DCLBMFJ) |
| 2020年10月20日 | f(x) Card       | BTC,ETH,BNB,NPXS                  | オンラインイベントにて数枚無償提供                        |

### XWallet
XPASSを管理する機能や、同社のシステムを利用するためのアプリ。Android (オペレーティングシステム)版とiOS版がある。2020年11月より日本語対応。XPOSでの支払いに利用可能。
また、以下のハード及びソフトウェアのウォレットや機能が統合されていて、状況と必要に応じ利用したり互換したりすることも可能になっている。
- Binance Chain Wallet
- My Ether Wallet
- Sumsung Wallet

2023年Q2春、2023年12月31日をもって終了のアナウンスがされる。半年以上ある期限で、Xwallet内の全て撤回をするよう伝えられる。撤回先案としてはMetamask及びf(x)walletなどが提案される。日本でも繰り返しアナウンスされ、12月16日に5回目のアナウンスがX及びTelegramで行われた。予定よりサポートは半年以上延長され、2024年6月にサポートを含めた最終のアナウンスがWeb及びXそしてTelegramで行われ終了した。

### Open Platform
2019年5月「PundiX オープンプラットフォーム」を開始。「XPOS」をはじめとする同社のペイメントシステムにリスティングするための申請兼管理システムで、対象のプロジェクト情報や真偽性などを確認するだけでなく、各国の合法性についての審査も行われる。コンプライアンス上の問題がある場合は拒否される仕組み。対象は、イーサリアムのERC20ベース、NEMチェーンのMosaicベース、BinanceチェーンのBEP2になっている。2022年2月14日より、Binance Smart Chainに正式対応しBEP20に対応。2024年春のOffChainTokyoで17トークンの結果だったが、現在はシステムでなく直接交渉形式が主流になっていると伝えられた。

## Function X
2018年10月に発表。携帯機器用OS (モバイルオペレーティングシステム)のブロックチェーンOSである「Function X OS」をベースにしたブロックチェーンプラットフォームプロダクトの一つ。資料などでは、f(x)またはFXと略されることもある。「Function X OS」は、Androidベースの機種であれば搭載が可能な互換性を有しており、多くのスマートフォンに搭載することは可能。ブロックチェーン通話、ブロックチェーンメール、ブロックチェーンメッセージ、HTTPの代わりになるIPFS向けのブロックチェーンプロトコルFXTP、そしてFunctionXシステム上で動かすDApps用のシステムと、多くの内容を包括しているブロックチェーン用のフルプラットフォーム。
主な5つのコアコンポーネントで構成されている。
- Function X OS - 携帯機器用OS (モバイルオペレーティングシステム)のブロックチェーンOS。Android OSとの切替互換性がある。
- Function X FXTP - ブロックチェーンプロトコル。OSやチェーン、IPFSなどを仲介する。
- Function X Blockchain - Function X のネイティブブロックチェーン。
- Function X IPFS - InterPlanetary File System。
- Function X Docker - DAppsを開発、提供するためのシステム。

日本においては、「世界初のブロックチェーン通話が可能なこのOSを搭載するスマートフォンが日本でも発売されると良いですね。日本のスマートフォンメーカーさんどうですか？」とXBlockchain Tokyoイベントで一般に呼びかけたことがある。
2021年7月6日、Function X メインネットリリース。初期機能としてクロスチェーン転送とホルダーが任意でトークンをステークできる委任（デリゲート）機能を公開。
2025年2月、f(x)Coreは、Pundi AI Omnilayerにアップグレード移行される。

### f(x)Wallet→Pundi Wallet
2021年プレビュー版がリリースされたプライベートな独自分散型ウォレット。Android (オペレーティングシステム)版とiOS版がある。XWalletとは異なり、利用者側での各自の管理に重点を置いているクリプトウォレットでもあり、Function Xプロジェクトにおけるアプリツール。他にも以下の特徴があげられる。2021年4月6日、個人の使用において日本法規上に問題ないことを法的に確認したことがアナウンスに含まれている。
- Bitcoin、ERC-20トークン、BinanceSmartChain、Polygonなど多数チェーン及びFunction XのFRC-20トークンサポートのウォレット
- トークンの双方向クロスチェーン対応
- 複数のDiFi DApp、DiFi関連機能
- ステーキング
- 対応した17か国以上の法定通貨
- NFTの管理

完全な分散型ウォレットであり、利用者主体の管理が求められるとしている。
1. f(x)ガイド01｜2分ガイド｜新規にf(x)Walletをセットアップ（日本語）
2. f(x)ガイド02｜3分ガイド｜f(x)WalletでMetamaskのアカウントを利用する（日本語）
3. f(x)ガイド03｜2分ガイド｜f(x)WalletでPUNDIX/FXステーキングガイド（日本語）

2025年1月にPundi Walletへリブランディングアップデート。

### PundiX Chain
2021年Q2に発表され、開発中。Function X 上のペイメント向けチェーン。加盟店などへのインセンティブを含む機構を備えている。

### p(x)Card
2023年Q1に正式発表され、同5月に日本で展開開始。BTC、ETH、Polygon、BSCなどマルチカレンシーに対応したカード型のハードウェアウォレット。サイズはクレジットカード同等であり、簡単に持ち運べ、価格も安価で操作かワンタッチという簡単な使い勝手を謳っている。日本では2023年6月3日にAmazon Japanで販売開始。同年12月6日に完売、僅か半年で完売になる。2024年に再販第二デザインSCOINバージョンの販売開始し同年10月20日に完売。

## Blok on Blok (コードネーム：XPhone)
「XPhone」はコードネーム。2018年10月に発表された世界初のブロックチェーン通話可能な、ブロックチェーンフォン。OSはAndroidとFunction Xのハイブリッドで1秒で切り替え可能。通話は暗号化され完全な分散化P2Pによりプライバシーが守られる。ノード通信をするため、通信局やサーバーなどは不要であり、インターネットなどの通信インフラが続く限り同社を失っても使用可能。携帯機器用OS (モバイルオペレーティングシステム)のブロックチェーンOSであるFunction Xの試用モデル。2019年8月に名称をBlock On Bloc（通称BOB）に改めることを発表。コンシューマー・エレクトロニクス・ショーCES 2020「INNOVATION AWARDS」を受賞。
2019年12月15日よりCAMPFIREにて発売開始。翌年1月末まで。
他との差異など詳しくは「ブロックチェーンフォン」で比較参照。

## トークンエコノミー
Pundi Xのトークンの発行配布は、2017年の日本におけるICOなどの法規制が行われる以前になる。しかし、同社の意向とは関係なく、代理販売や転売などを含め様々な個人取引が続いている。日本法人である株式会社プンディラボ.ジャパン（東京都）は、自社設立以前の事案であり、個人取引などは対応困難であることもあるが、社会通念上可能な限り対応するとして、自社のフェイスブックやテレグラムのチャンネルなどにて説明を続けている。

### PXS→NPXS→PUNDIX
Pundi Xエコシステムのネイティブトークン。2017年に世界でPXSの提供が行われ、すぐNPXSに変更された。時期的に一般のホルダーはPXSの扱いは無いのでNPXSから始まっている。
XPOSが利用されると、NPXSが消費される仕組みになっている。それがビットコインでの決済であっても、NPXSは手数料的に総合的に算出され、四半期ごとに精算される。PundiXのエコスステムを利用が増加すると、NPXSの総供給量は大幅に減る。多くの一般トークン情報サイトでは、この変更された総供給量の表示に対応していないので、最新の総供給量はイーサリアムのシステムから直接算出される情報を見る必要がある。
2021年2月、コミュニティ投票を経てトークン総供給量を濃縮するトークンのリダクションが決定される。2021年3月19日、同3月30日にリデノミネーション実施を経て、PUNDIXトークンへ移行することを発表。この処理はデノミの振替（自動含む）であり、PUNDIXがリストされ価格変動が起きる時点まで価格自体が発生しないため、振替における差額所得がない方式。1年の振替期間猶予を持ちNPXSは廃止。この振替処理は2021年12月まで受け付ける、その振替ガイドは公式アナウンスがある。

### NPXSXEM→PURSE
NEM財団との契約に基づく、NEM XPOSのデバイス開発の過程で生成されたNEMベースのMosaicトークン。用途はNPXS同様でNEM XPOSに利用で消費されるトークンだった。しかし、2019年にNEM財団が新体制に移行、それに伴い後にNPXSXEMはNEM XPOS以外でも利用されるユーティリティトークンとしてBinanceChainのBEP2トークンにリブランドされる。トークン移行は、2019年7月20日から2020年6月30日まで約一年の期間実施。Function X本稼働後、FRC20トークンになることが予定されていた。
2021年6月発表、PRトークンに移行することになった。移行は、$NPXSXEM を指定されたスマート コントラクトに送信して、$PURSE トークンにスワップする。2021年11月4日、本格的にPundi X Chain NPXSXEMトークンがPURSEトークンへ切り替える方法をアナウンスされる。期限は2022年1月末迄の3カ月間の間であり、各所でアナウンスされる。期限1週間前まで告知を6度行うが日本での交換が進まないとし強調して再告知と日本向けの簡易ガイドを公開した。2022年1月31日、正式に終了してトークンのスワップ対応も終了、以降はPURSEに引き継がれる。

### PURSE（PR：Pundi X Rewardトークン)
2021年6月4日発表、Pundi X Chainのエコシステムを拡大し、$PUNDIX の価値を高めるトークン。BEP20及び将来的にはPundi X Chain上で扱われる。PRは報酬としてのサブトークンとしてだけでなく、ゲーミフィケーション、ディスカウントバウチャー、NFT の引き換え、その他としての使用することができるとしている。プレや事前配布は無し。トークン概要では将来的に名称変更の可能性はあると補足していたが、Pundi X Chainの始動に伴い、PRからPURSEトークンに名称変更。

### FX（トークン）→PUNDIAI
Function X システムへのネイティブトークンとして2018年にイーサリアム上に生成される。コミュニティの投票結果を受け、トークンセールなどの販売はしていない。当初はNPXS及びNPXSXEMからのコンバージョンか、そのステーキングからの取得のみ。後にBEP2トークンとしてBinance DEXなどで自由取引される。Function X本稼働後にFunction X上のトークンであるFRC20トークンが用意された。
2024年7月リブランディングが発表され翌月FXトークンもリネーム予定を発表。2025年1月「PUNDIAI」にリブランディングが発表され、追って１：１００の希釈も発表された。

## コンプライアンス
全体としてはグローバルな発表をしているが、各国の法準拠するために、40以上の国々の地域にあわせた窓口を用意し、それぞれの国の法にあわせた対応をするなど異なる体制を築いている。KYCのガイドライン改定や強化は複数回行われており、2019年にはKYCの再提出も実施された。2019年7月の東京のミートアップでは、その一つの理由としてAML(アンチマネーロンダリング）やCFT（テロ資金供与防止対策）などを含んだ国際的な対応を行っているだけで、通常の対応に過ぎないと伝えられた。
2019年2月には、法務顧問であるDavid Ben Kay氏が、米国やマレーシアなどの国の状況を説明し、2019年はコンプライアンスの年であるとした記事を掲載した。
また、株式会社プンディラボ.ジャパンのNanna氏は、日本における注意点を語った上でコンプライアンスは常に意識していると述べている。2021年2月に日本法人業務の法務はアンダーソン・毛利・友常法律事務所が担当していることをテレグラム内のサポート対応中でふれている。

## 主な沿革
- 2017年 - インドネシアで、10万人以上の登録ユーザーと600店舗以上のパートナー販売業者を持つPundi-Pundi(QR決済ソリューション)をベースにしてPoint-of-Sale機を開発。
- 2017年8月 - トークンエコノミーリリース。
- 2017年9月 - Point-of-Sale機初期モデルXPOSを公開。
- 2017年10月4日 - XPASSのセキュリティについての情報とQ&Aを公開。
- 2017年10月5日 - 第一弾KYCガイドラインを策定し情報開示。
- 2017年10月16日 - X Blockchain2017、10月16日 ソウル（韓国）、10月25日 ジャカルタ（インドネシア）、10月29日 シンガポール、11月20日 香港 開催。
- 2017年10月22日 - オーストラリアとシンガポール進出。
- 2017年10月28日 - テレグラムで20か国の窓口を開設。
- 2017年11月2日 - NEM、Qtumのサポートを発表、パートナーシップ。
- 2017年11月14日 - Singapore Fintech Festival 2017（シンガポール）に初出展。
- 2017年11月23日 - Aditusと提携。
- 2017年12月6日 - ロンドン（英国）ミートアップ開催、及びFintech Connect UK 2017に出展。
- 2017年12月15日 - KYCガイドライン改定。AML及びCFTを重視。
- 2017年12月18日 - チューリッヒ（スイス）ミートアップ開催。
- 2017年12月18日 - Stellar Lumensとパートナーシップ。
- 2017年12月19日 - シンガポールフィンテック協会、シンガポール暗号通貨ブロックチェーン産業協会に加盟。
- 2017年12月24日 - スイスフィナンシャルテクノロジー協会、香港フィンテック協会、インドネシアブロックチェーン協会に加盟。
- 2018年1月8日 - Dubai International Blockchain Summit 2018（UAE）で講演。
- 2018年2月11日 - 韓国取引所及び、韓国進出の発表。
- 2018年2月14日 - VeriMEと提携、D-KYC、デジタルID認証など、グローバルでKYC強化。
- 2018年3月1日 - XPOS正式受注開始。
- 2018年3月18日 - XPOSの新機種発表。黒色から白色に。
- 2018年3月23日 - インドネシアブロックチェーン協会と共同でインドネシアにおけるブロックチェーン技術の普及事業を行うことを発表。
- 2018年3月30日 - 日本の拠点、日本法人である株式会社プンディラボ.ジャパン設立。
- 2018年4月10日 - NEM XPOSの発表。
- 2018年4月12日 - Bancor Networkと提携。
- 2018年4月22日 - トークンエコノミーが総合100位以内に入る。
- 2018年4月24日 - Consensus 2018（米国）に出展及び講演。
- 2018年4月29日 - Zcash（ZEC）とパートナーシップ。
- 2018年5月8日 - 元マイクロソフト、元イーサリアム財団顧問 David Ben Kay氏が、法務顧問に就任。
- 2018年5月16日 - ホーチミン（ベトナム）、5月18日 ソウル（韓国）、5月20日 アムステルダム（オランダ）ミートアップ開催。
- 2018年5月19日 - 在韓米国商工会議所と提携。
- 2018年5月21日 - ブラジルより南米へ進出。
- 2018年5月22日 - BitZイベント、OKExイベント開催。
- 2018年5月24日 - Blockchain Asia Forum 2018で講演、マニラ（フィリピン）ミートアップ開催。
- 2018年5月25日 - インドネシア E2Pay 電子マネー取り扱いライセンス取得。
- 2018年6月5日 - Money20/20で、ヨーロッパ拠点をロンドン（英国）に設立することを発表。
- 2018年6月16日 - BinanceよりPundi Xユーザー投票イベントが発表。結果1位獲得。
- 2018年6月18日 - Blockchain for Finance Conference, APAC（シンガポール）で講演。
- 2018年6月23日 - UTRUST（スイス）と提携。XPOS1000台提供契約。
- 2018年6月26日 - 東京（日本）ミートアップ。
- 2018年7月9日 - RISE 2018（香港）イベントでXPOS決済を導入し、香港の加盟店を発表。
- 2018年7月18日 - イスタンブール（トルコ）ミートアップ。
- 2018年7月25日 - ジュネーブ（スイス）、7月29日 メデジン（コロンビア）、8月1日 ボゴタ（コロンビア） ミートアップ。
- 2018年8月2日 - Vergeとパートナーシップ。
- 2018年8月14日 - 南米拠点をブラジルに設立することを発表。
- 2018年8月28日 - インドネシア、ロンボク島震災へ寄付。
- 2018年8月29日 - ブラジルにXPOSを1000台出荷することを発表。
- 2018年9月8日 - ダンス音楽フェスティバル、ウルトラ台湾[23]で30000人がXPASS及びXPOSを利用する。
- 2018年9月20日 - Consensus Singapore 2018（シンガポール）で講演。
- 2018年10月8日 - ebooc & loyalty labs（UAE）と提携し、ドバイの公共料金支払いにXPOSの導入を発表。
- 2018年10月10日 - XBlockchain Bali（インドネシア）で、世界初のブロックチェーン通話可能なブロックチェーンフォンを発表し実演。
- 2018年11月8日 - HARA（インドネシア）と提携し、農業分野でのブロックチェーン活用開発及びXPOSの提供を発表。
- 2018年11月12日 - Singapore FinTech festival（シンガポール）でXPOSを運用。20％OFFサービスを実施。
- 2018年11月27日 - Consensus Invest 2018（米国）において、Function X搭載のXPhoneにDApps化したUberアプリを使い、ニューヨークでの配車を実演。
- 2018年12月21日 - XWalletアプリの正式リリース。
- 2019年1月6日 - Consumer Electronics Show 2019に出展。アンベールショーでの披露、ピッチオフミートアップの開催。世界中の多くのメディアで報道される。日本ではマイナビ[24]など。
- 2019年2月4日 - 2019年はよりコンプライアンスを重視すると発表。
- 2019年2月24日 - MWC 2019（スペイン）でXPhone新機能を発表。
- 2019年3月8日 - KYCをさらに強化。既にKYC済の方も再KYC実施を発表。
- 2019年3月9日 - FX対応、FXステーキングの提供を開始。
- 2019年3月30日 - XWallet利用者が世界で10万人を突破。
- 2019年4月5日 - iBANKのXPASS登場。
- 2019年4月26日 - XWalletが、Google 2FAを追加し、SMS、パターン認証、暗証番号、パスワードを組み合わせての多段階認証に対応。
- 2019年5月1日 - オープンプラットフォームを発表。
- 2019年5月11日 - オープンプラットフォームを公開。
- 2019年5月27日 - 日本法人がブロックチェーン推進協会に加盟。
- 2019年5月28日 - Function X財団及び代表にDavid Ben Kay氏就任を発表。
- 2019年5月31日 - ペイメントプラットフォームにDigiXが参加。7番目の通貨。
- 2019年6月3日 - スペインのマスターディストリビューターにBitcobie。専用デザインのXPASSを発表。[25]
- 2019年6月7日 -  ペイメントプラットフォームにKyber Neteworkが参加。8番目の通貨。
- 2019年6月10日 - ペイメントプラットフォームにKCSが参加。9番目の通貨。
- 2019年6月14日 - プラットフォームでBinanceChain対応を発表。BEP2トークンの扱いが可能になる。
- 2019年6月19日 - プラットフォームでNEMチェーン対応を発表。Mosaicトークンの扱いが可能になる。
- 2019年6月26日 - ペイメントプラットフォームにVirtual Rehabが参加。10番目の通貨。
- 2019年7月1日 - ペイメントプラットフォームにXEMが参加。11番目の通貨。
- 2019年7月5日 - Kapytalと提携、メキシコで事業開始を発表。
- 2019年7月6日 - XBlockchain Tokyo（日本） ミートアップ開催。[26]
- 2019年7月11日 - Verifoneと提携、VerifoneX990へのシステム提供を発表。
- 2019年7月29日 - 「XPhoneのデザイン設計の歩み」[27]を発表、XPhoneがコードネームであることが明らかになる。
- 2019年7月31日 - Sumsung WalletのPundi Xシステム統合によりSumsungのスマートフォン及びアプリを使用した決済が可能になる。[28][29]
- 2019年8月7日 - ペイメントプラットフォームにMakerDAO DAIが参加。12番目の通貨。[30]
- 2019年8月12日 - コミックマーケット96で、XPOSを使用した日本国内での初決済。[31][32]
- 2019年8月14日 - Chainzilla（パナマ）と提携、パナマにてXPOSを展開することを発表。[33]
- 2019年8月17日 - XWalletで、Binance Chain Walletが利用可能になる。[34]
- 2019年8月22日 - ベネズエラ、大手百貨店デパートチェーンTraki（トラーキ）全49店にXPOSを展開開始。[35][36]
- 2019年9月9日 - IFA:国際コンシューマ・エレクトロニクス展（ドイツ）で同社ブロックチェーンフォンからXPhoneの文字を削除し、BOB (Blok on Blok)を正式名称と発表。[37]
- 2019年9月20日 - シンガポールGP（F1レース）アフターパーティにて導入。新セールパートナーdcubepayによって実施される。
- 2019年9月22日 - 秋コレ12（東京）にて日本限定オリジナルXPASS（秋コレデザイン）を登録販売。[38]
- 2019年9月25日 - ペイメントプラットフォームにEnecuumが参加。13番目の通貨。[39]
- 2019年10月14日 - 二周年の発表の中で、XWalletのユーザー数が40万を超えたことと、XPOSが25カ国に5000台出荷され、内1000台の稼働を伝える。[40]
- 2019年10月17日 - ペイメントプラットフォームにインドネシアルピアの1:1ステーブルであるRupiah Tokenが参加。14番目の通貨。[41]
- 2019年11月5日 - ペイメントプラットフォームにDigitalBitsが参加。15番目の通貨。[42][43]
- 2019年11月8日 - My Ether Wallet 提携。XWalletに機能統合。[44][45]
- 2019年11月13日 - CESにて、実際にブロックチェーンをフル機能として利用しているという理由で、BoBが真の世界初のブロックチェーンスマートフォンであると評価受賞。[46]
- 2019年12月15日 - CAMPFIREにてブロックチェーンフォンBlok On Blok「BOB」の日本先行発売開始。[47]
- 2019年12月20日 - ペイメントプラットフォームにEnjin Coinが参加。16番目の通貨。[48]
- 2020年1月6日 - コンシューマー・エレクトロニクス・ショーCES 2020 に出展。世界初のブロックチェーンスマホBOBの実機を展示。[49]「INNOVATION AWARDS」を受賞。
- 2020年1月20日 - ペイメントプラットフォームにCarry Protocolが参加。17番目の通貨。[50]
- 2020年2月10日 - NewEgg（アメリカ）にてXPOS取り扱い開始。[51]
- 2020年2月23日 - 秋コレ13（東京）への参加発表。
- 2020年3月16日 - コロナウィルス（COVID-19)の世界流行（パンデミック）を受け、BOBの工場が停滞して遅延していることを告知。[52]
- 2020年3月25日 - シンガポール金融庁MASのPS法にて、暗号通貨決済を含む電子決済などの規則免除/猶予を受けることを発表。[53][54]
- 2020年4月4日 - コロナウィルス（COVID-19)への対策として、世界に向けて救済プログラムを発表。
- 2020年5月29日 - Amazon（日本）で、XPOS取り扱い開始。ASINは、B089DGWXRB。[55]
- 2020年6月11日 - FunctionX testnet開始を発表。[56]
- 2020年7月1日 - XPOSでPayPalが今後利用可能になる発表。伴いクレジットカード利用も可能になると発表。[57][58][59]
- 2020年7月10日 - Amazon（日本）で、XPASSの取り扱い開始。ASINは、B08CRQBSG6。[60][61]
- 2020年7月24日 - Wanchainクロスチェーンアセットのサポートを発表。[62]
- 2020年7月27日 - 米国に続き、日本でもXPOSでPayPalが利用可能になる発表。[63]
- 2020年8月7日 - Financial Action Task Force（FATF）トラベルルール[64]を遵守するために、VerifyVASP Alliance（シンガポール）に加盟。[65]
- 2020年8月14日 - HYVEとのコラボで、20000枚の共同ブランドXPASSカードを発行。
- 2020年8月17日 - ビットコインATM（英語）のEquibytesがカナダ東部でのディストリビューターになる発表。[66]
- 2020年9月18日 - FunctionX testnet2.0移行開始を発表。testnet上で利用者が自身の独自ブロックチェーンを構築できるテスト開始。[67]
- 2020年9月23日 - P2Pのストアサイトとeコマースアプリを容易に構築できるプラットフォームOrigin Protocolでグッズストア開始。[68]
- 2020年10月5日 - 日本ブロックチェーンイベントBlockChainJamのスポンサーになることを発表。[69]
- 2020年10月11日 - FunctionX testnet2.0受賞者を発表し、testnet3.0の告知を開始。[70]
- 2020年10月27日 - MerkleScienceと連携を発表。[71]マネーロンダリング対策などへの活用していく構え。
- 2020年11月20日 - XWalletが日本語に対応。[72]対応言語はこれで、英語・中国語・スペイン語・ドイツ語・韓国語・ポルトガル語とあわせ７か国語になる。
- 2020年12月7日 - ペイメントプラットフォームにARROが参加。18番目の通貨。[73]
- 2020年12月8日 - Rampと提携、加盟店システム「マーチャントプラットフォーム」を銀行、デビットカード、Apple payからの機能で強化。[74]
- 2020年12月14日 - COVID19影響によるBoB製造についての現況報告と、その返金および補償ルールの発表。日本では、CAMPFIREで同補償の発表。[75]
- 2021年1月10日 - 2021年ロードマップを発表。
- 2021年2月23日 - UAE、現地のZPEを介してXPOS Handyを10,000台配布することを発表。
- 2021年2月28日 - 日本、秋コレ14（東京）への参加。同時に小冊子「ビットコインをはじめよう！」を頒布開始。
- 2021年3月7日 - インドネシアにて、FX及びNPXSが商品先物取引監督庁（Bappebti）で資産承認され先物取引所に上場することを発表。
- 2021年3月8日 - 新しいタイプのウォレットであるf(x)ウォレットのプレビュー版の案内を活動報告内で告知。[76]
- 2021年3月19日 - NPXSをリデノミネーションしてPUNDIXトークンにすることを発表。[14]
- 2021年3月30日 - シンガポール時間13時、計画通りメイントークンのNPXSをPUNDIXトークンにデノミネーション。
- 2021年4月1日 - 各取引所もデノミネーションの対応を発表。
- 2021年4月2日 - f(x)Walletでのステーキングが予定通り開始することが説明される。[77]
- 2021年4月6日 - f(x)Walletでステーキング機能開始。FunctionX-f(x)メインネットの予告アナウンス。[13]
- 2021年4月26日 - 金融庁・シンガポールMASのリーガルオピニオンのより、いくつかのトークンアセットを一時停止の告知。[78]
- 2021年5月17日 - Chainlink Price Feedsをプラットフォームに機能統合。[79]
- 2021年6月2日 - XPOS日本販売分、売切れのアナウンス。Amazon Japanと日本法人XPOS在庫なし。[80]
- 2021年6月4日 - Request for Comment: Pundi X 報酬トークン (プロジェクト名 PR)の提案。[81]
- 2021年6月7日 - エルサルバドルがビットコインを自国法定通貨にすることに対し、100XPOSを寄与とツイート。[82]
- 2021年6月15日 - f(x)Walletで実施していたFXステーキング期間終了。近々FX Mainnet始動予定と案内。
- 2021年6月17日 - XPOSを使用した加盟店などによるトランザクションマイニングのプレビュー案内。[83]
- 2021年7月6日 - Function X メインネットリリース。[84]
- 2021年7月8日 - OVO Dijital Servislerコラボで、トルコに暗号通貨両替所をイスタンブールの街中に設置。[85]同、メイキング設置動画[86]も公開。
- 2021年7月13日 - ペイメント向けチェーン PundiX Chain を発表。[87]
- 2021年7月22日 - Amazon Japanで、XPOS Handy取り扱い開始。[88]
- 2021年7月29日 - XPOSが日本沖縄初上陸。[89]
- 2021年8月26日 - トルコ、グランバザール（カパルチャルシュ）にも暗号通貨両替所を設置。[90][91]
- 2021年10月7日 - f(x)Wallet v1.8 で、Polygonをサポート。[92]
- 2021年10月13日 - Pundi X Chain ローンチ。[93]
- 2021年11月3日 - 小冊子「ビットコインをはじめよう！」を頒布、1000冊に到達。[94]
- 2021年11月3日 - NPXSXEMトークン、PURSEへのコンバージョンの詳細を発表。[19]
- 2021年12月7日 - Function X バリデータノードを50に増加の説明アナウンス。
- 2021年12月22日 - トルコで3店舗目の暗号通貨両替所を設置。[95]
- 2021年12月29日 - 2022年にBinance Smart Chainで、Mission WAGMI NFTコレクションのリリースすることを発表。[96]
- 2022年1月21日 - クリプトとの分散型ストック取引所であるFunction X Variable始動の案内。アルファ版の案内。[97]
- 2022年1月26日 - NPXSXEMトークン、PURSEへのコンバージョンについて再三の呼びかけ。さらなる簡易ガイドも公開。[20]
- 2022年1月31日 - NPXSXEMトークン、PURSEへ移行。NPXSXEM終息。
- 2022年2月12日 - 日本公式Twitterにて、NPXSのモナパカードを配布される。NPXS移行の期限告知のデザイン。[98]
- 2022年2月14日 - XPOSでBinance Smart Chain上のBTCなど対応。Twitterで実際の様子を掲載。[99]
- 2022年2月25日 - 2022年のロードマップ発表。
- 2022年3月15日 - Hope for Childrenと協力し、ウクライナでの戦争に苦しむ子供たちと家族を支援する企画を発表。
- 2022年4月26日 - deXPOSのロードマップ発表。
- 2022年5月3日 - ホンジュラスでXPOSサービスを開始。
- 2022年5月8日、15日 - 日本のアウトドアイベント、ガレージマーケットでXPOSを設置。
- 2022年6月13日 - XPOS設置店をＰＲするマーチャントシリーズを開始。日本の最初はカフェトリオンプ（東京）。[100]
- 2022年6月27日 - トルコで11店舗目の暗号通貨両替所を設置。半年で8店舗増加。
- 2022年6月29日 - 日本で初めてPundiX日本法人名を利用した詐欺事件が発生。対応と注意喚起。[101]
- 2022年7月6日 - deXPOS 関連製品の名称を正式に変更。分散型決済deXPOSは、XChangeに変更し、deXPASSはXCardに変更。ダッシュボード機能はXScanと発表。[102]
- 2022年7月11日 - FunctionXによるXChange及びXScanのパブリックテスト運用を開始。
- 2022年9月1日 - PundiX5周年の発表。また、発表内でXPOS の分散型バージョンのXChangeはp(x)Change、マルチチェーンウォレットモニターXScanはp(x)Scan、マルチチェーンおよびNFT 対応のハードウェアウォレットカードXCardはp(x)Cardが正式な名称になることを発表。[103]
- 2022年9月20日 - CoinbaseにPUNDIX上場。[104]
- 2022年11月2日 - 完全なマルチチェーン対応の分散型ペイメントシステムXPOS Web3を発表。
- 2022年12月30日 - おもしろ同人バザール2022冬にブース出展。[105]
- 2022年12月31日 - コミックシェルター大崎にブース出展、冊子配布。[106]
- 2023年1月16日 - Pundi X Chainのパブリックバリデーター募集開始。
- 2023年2月6日 - Pundi X Chainのガバナンスプロポーザル開始。
- 2023年2月24日 - XPOSがBinancePayに対応。
- 2023年2月27日 - Mobile World Congress 2023でカード型ハードウェアウォレット「p(x)Card」を発表。[107]
- 2023年5月16日 - 日本で最初のp(x)Card。Crypto Media TOKEN ECONOMISTによるツイート。[108]
- 2023年6月3日 - Amazonでp(x)Card取扱い開始。[109]
- 2023年7月18日 - インドネシアのQRコード支払いサービスQRISにf(x)Walletが対応。
- 2023年8月20日 - Off Chain Tokyoの毎月スポンサーで開催へ。
- 2023年10月3日 - グローバル・フィンテック・パネル、イスタンブール。
- 2023年11月8日 - TRONとPundiXがXPOSの統合コラボレート。
- 2023年11月14日 - Singapore Fintech FestivalでEmailを介した決済機能の発表。
- 2023年11月25日 - 技書博（東京）に初出展。
- 2023年12月6日 - Amazon Japan p(x)Card 完売。
- 2023年12月11日 - Taiwan Blockchain Week 2023へ。
- 2024年1月31日 - Pundi XとScoinが協力してPaxosのPax Gold (PAXG)をXPOSに統合。
- 2024年4月17日 - XPOS SOLANAブロックチェーンに対応。[110]
- 2024年7月18日 - Pundi X Pay日本サービス開始アナウンス。
- 2024年7月19日 - CIRCLEアライアンスプログラムに参加、USDCサポート。[111]
- 2024年8月5日 - XBlockchain Taipei Meetup開催。
- 2024年8月15日 - FunctionXのリブランディングPundi AIFXのロゴ募集開始。StarScanはPundiScanに変更。
- 2024年8月29日 - Pundi AIFXのロゴ決定。FXトークンは、AIFXトークンに移行。
- 2024年9月01日 - deXPOSのガイドを発表。
- 2024年10月9日 - 日本法人よりXPOSのシステム変更のアナウンス。新XPOSへの対応。
- 2025年1月13日 - Pundi Walletの発表。
- 2025年1月26日 - PUNDIAIの日本向けの発表。[112]
- 2025年2月6日 - Pundi AIは、flock.ioと育成分野で提携。
- 2025年2月19日 - Pundi AI、Numbers ProtocolとMoU締結発表。
- 2025年2月20日 - Pundi AI、T+Walletと提携。
- 2025年2月21日 - Pundi AI、Monadと分散型データアノテーション統合発表。[113]
- 2025年2月25日 - FXがPUNDIAIに。f(x)Coreが、Pundi AI Omnilayerへ。

## 用語など
チームは新しい試みを行うことがあり、ブロックチェーン業界でも初の試みなどがある為、独自にネーミングすることがある。経済用語や証券用語、技術用語から引用していても、全くの同一とは限らない。初期は欧文カタカナであっても、後に分かり易いように和名が追加で付与されることがある。

### インターナルトランスファー、振替転送（Internal Transfer）
XWalletの機能の一つ。KYC済みの同一人が持つ複数のXPASSにおいて、保有通貨（アセット）を銀行の口座振替のように転送を行う。

### トランザクションマイニング（Transaction Mining）
XPOSの仕組みの一つ。XPOS加盟店がXPOSを使用することで、それに見合った報酬（キャッシュバック）を得ること。XPOSのトランザクションでマイニングを行うという表現。

### クロスチェーン転送、クロスチェーントランザクション（CrossChainTransfer/Transaction）
Function Xの機能の一つ。さまざまなエコシステム（イーサリアムなど）を統合し、他チェーンとFXCore間でのシームレスな交換転送を行う。

### バリデーター（Validator）
Function Xの機構の一つ。多くのトークンを保有し承認のホストになること。承認活動での利益を得る。

### 委任、デリゲート、デリゲーション（Delegation）
Function Xの機構の一つ。トークンを任意のバリデーターに預け、バリデーターの承認活動によって得た利益の割当を得ること。

### コンバージョン（Cinversion）
2019年4月初出。単純なスワップではなく、先に掛けたトークンを集計した後、予め決められた数量より変換するトークンを割り振って自動的にトークンスワップを日々行う仕組み。超過分などはスワップされない。

### リダクション、トークンリデノミネーション、デノミ（Redenomination）
2021年2月初出。トークンの総供給量を再設定しトークンを濃縮する。NPXSからPUNDIXトークンにおいては1:1000の比率、つまり桁数を3桁減らし、1000倍濃縮する。当初は縮約や削減を意味するリダクションを用いていたが、後に通貨・経済用語のデノミネーションを採用している。略してデノミとそのまま使われている。

### ぷんこ、ぷん子
日本法人が2019年8月に使い始めたキャラクター。発表名が無いので通称「ぷん子」と呼ばれる。黒髪のサイドテールで、灰色のフリルに黒色で黄色ラインのパーカーを着ている女性キャラ。2019年9月にTシャツが作られた。2021年2月に有志によってテレグラムで利用できるスティッカーが作られた。

## 関連
- Pundi X 公式サイト
- Pundi AI 公式サイト
- Function X 公式サイト
- 株式会社プンディラボ.ジャパン（日本法人 - 東京都）